# 罗景烜
罗景烜（？—？），归安人，举人出身，清朝政治人物。
罗景烜曾于咸豐元年（1851年）六月以州同身份代理原由陈熔擔任的嘉定县知县一职，七月陈熔回任。其後罗景烜接替章惠任镇洋县知县，再由李翰文接任。

### 腳註
1. 1 2  缪荃孙等. .

### 其他
- 编纂委员会. . 上海: 上海社会科学院出版社. 2001年. ISBN 7-80618-881-9.

| 前任： 陈熔 | 嘉定县知县 代理 1851年－1851年 | 繼任： 陈熔 |